# Красная площадь (Ижевск)
Кра́сная пло́щадь (Красная горка) — площадь в Ижевске, расположена в Октябрьском районе, в одной из самых высоких точек центра города.

## История

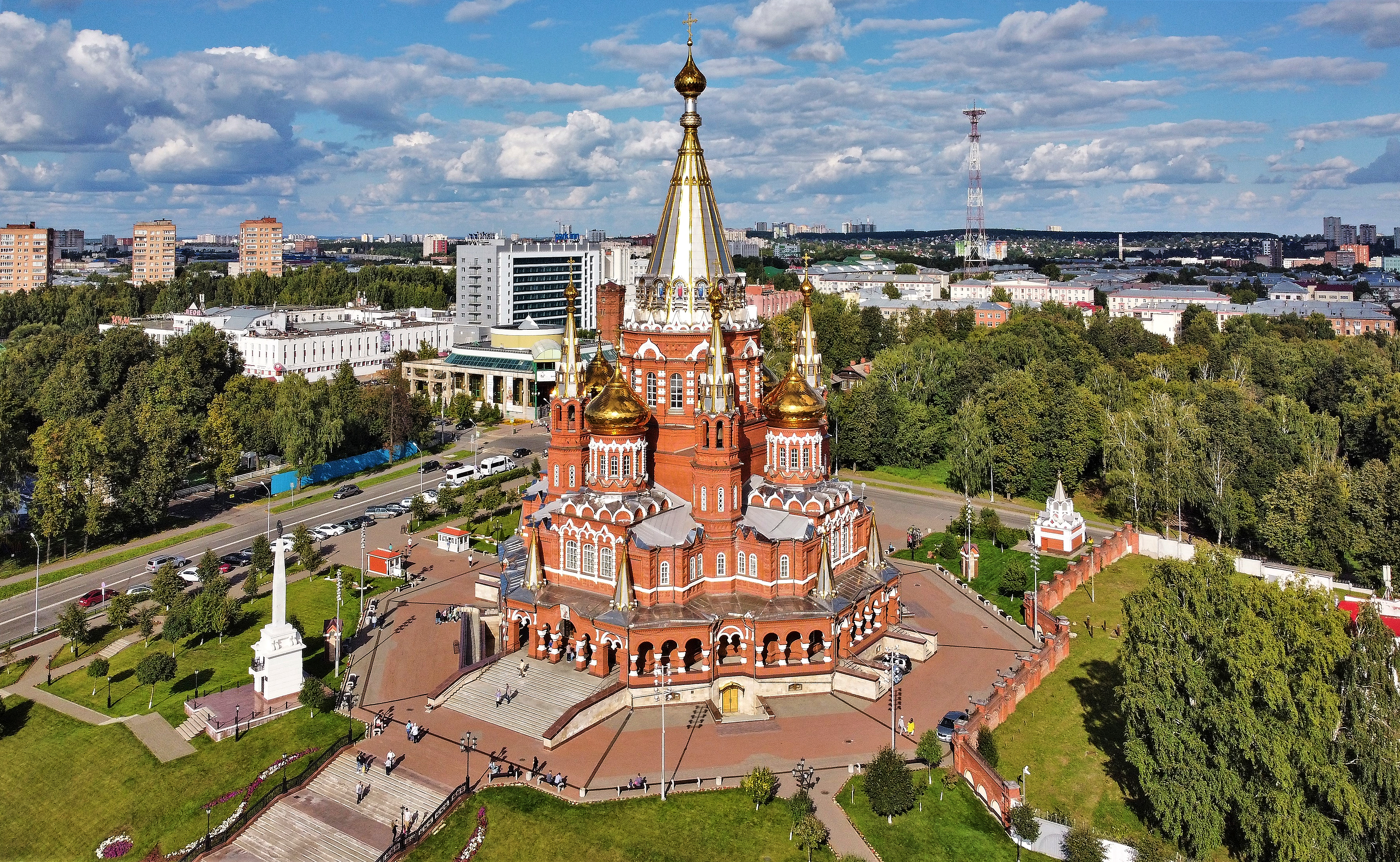
Вид с запада

Первоначальное название этой площади — Михайловская. В конце XVIII века здесь располагалось заводское кладбище, в 1783 году была построена деревянная Троицкая церковь, а в 1855 году на её месте каменная Михайловская часовня. В 1907 году на месте часовни построили Михайловский собор.
С начала XIX века в центре площади находились склады, а в 1900 году была построена гарнизонная казарма, позже преобразованная в военный отдел ижевского исполкома.
13 декабря 1918 года постановлением Ревграждансовета Михайловская площадь была переименована в Красную, на ней были захоронены останки большевиков, погибших во время Ижевско-Воткинского восстания. В 1922 году над братской могилой был открыт монумент павшим большевикам, сооруженный по проекту архитектора Г. Ф. Сенатова и ставший частью революционного некрополя. В 1937 году Михайловский собор был разрушен.
Согласно генеральному плану, Красная площадь должна была стать центром Ижевска, однако реализации этого плана помешала Великая Отечественная война. По послевоенному плану центр Ижевска был смещен к западу, к современной Центральной площади.
В 2004 году началось восстановление Михайловского собора, завершённое в 2007 году.